# Hannibalianus
Flavius Hannibalianus (sau Hanniballianus; d. septembrie 337) a fost un membru a dinastiei Constantiniene, care a condus Imperiul Roman în secolul al IV-lea.